# 27 mai 1927
Le vendredi 27 mai 1927 est le 147e jour de l'année 1927.

## Naissances
- Anne-Marie Marchand (morte le 1 août 2005), costumière
- Belkacem Grine (mort le 29 novembre 1954), combattant de la Guerre d'Algérie
- John Chapman (mort le 3 septembre 2001), acteur et dramaturge britannique
- Jules Boes (mort le 6 février 2016), joueur de basket-ball belge
- Léon Biancotto (mort le 22 août 1960), aviateur français de voltige aérienne
- Luzia Maria Martins (morte le 13 septembre 2000), actrice portugaise
- Marijane Meaker, romancière américaine
- Mario Garbuglia (mort le 30 mars 2010), chef décorateur italien
- Poul Erik Petersen (mort le 14 octobre 1992), joueur de football danois
- Ralph Carmichael, compositeur et chef d'orchestre de jazz
- Ranulfo Miranda (mort le 19 avril 2017), joueur de football paraguayen

## Décès
- Alberto Agnetti (né le 10 septembre 1857), homme politique italien
- Ludovic Joubert (né le 22 février 1842), aventurier français